# Sturmpanzerwagen Oberschlesien
Sturmpanzerwagen Oberschlesien (у перекладі з нім. Штурмовий танк «Верхня Сілезія») — німецький проєкт танка періоду Першої світової війни. Через поразку Німецької імперії у війні проєкт так і не був реалізований у металі.

## Історія створення
До 1918 року бойові дії виявили велику кількість недоліків німецького важкого танка A7V. В цілях знайти заміну, Військове Міністерство Німеччини оголосило конкурс на новий проєкт танка. Підсумком цього конкурсу стала поява протягом 1918 великої кількості різних проєктів танків, причому як важких, і легких.
З усіх проєктів «штурмових танків», представлених на розгляд Військового міністерства, проєкт Oberschlesien («Верхня Сілезія»), розроблений фірмою"Oberschlesishe Huttenwerke (Верхньосилезький сталеливарний завод), представляв найбільший інтерес. Танк бойовою масою 19 тонн озброювався 57-мм гарматою і двома кулеметами в баштах, що обертаються. Корпус танка захищався 10—14-мм бронею, що надійно захищала екіпаж у складі 5 осіб від куль і осколків снарядів, а 180-сильний двигун розганяв машину до 16 км/год. Оригінальна ходова частина забезпечувала непогану прохідність.
Такий перспективний проєкт привернув увагу Ставки, і 5 жовтня 1918 року Oberschlesishe Huttenwerke отримала замовлення на будівництво двох дослідних зразків. Для прискорення робіт через тиждень на фірмі було прийнято рішення розробити машину Oberschlesien II, яка використовувала вже готове шасі типу «Голт-Катерпіллер». Але ні Oberschlesien, ні Oberschlesien II так і не вийшли із заводських цехів — 11 листопада 1918 року Перша світова війна закінчилася поразкою Німеччини.